# Hòa Long (Bà Rịa-Vũng Tàu)
Hòa Long is een xã in de thành phố Bà Rịa, in de Vietnamese provincie Bà Rịa-Vũng Tàu. Hòa Long ligt aan de Quốc lộ 56, de weg die Quốc lộ 1A bij Long Khánh met Bà Rịa verbindt.